# Ancylorhynchus limbatus
Ancylorhynchus limbatus är en tvåvingeart som först beskrevs av Fabricius 1794.  Ancylorhynchus limbatus ingår i släktet Ancylorhynchus, och familjen rovflugor. Inga underarter finns listade i Catalogue of Life.